# Тентис (приток Иртыша)
Тентис — река в России, протекает по Тевризскому району Омской области (Тевризский район). Устье реки находится в 1093 км по правому берегу реки Иртыш. Длина реки составляет 44 км.

## Данные водного реестра
По данным государственного водного реестра России относится к Иртышскому бассейновому округу, водохозяйственный участок реки — Иртыш от впадения реки Омь до впадения реки Ишим, без реки Оша, речной подбассейн реки — бассейны притоков Иртыша до впадения Ишима. Речной бассейн реки — Иртыш.
Код объекта в государственном водном реестре — 14010100312115300007963.

## Топографическая карта
- Лист карты O-43-XIX Белый Яр. Масштаб: 1 : 200 000. Указать дату выпуска/состояния местности.